# GtkRadiant
GtkRadiant è un programma di editing visuale per la generazione di mapcode. Sviluppato da Id Software e distribuito da Icculus.org è utilizzato per sviluppare ambientazioni su videogiochi tridimensionali che utilizzano un motore grafico e fisico compatibile con quello di Quake III Arena. Il software è giunto alla versione 1.6. Storicamente GtkRadiant è un fork di QeRadiant, al pari di molti software come NetRadiant, ZeroRadiant e GuruRadiant.

## Funzionamento
La maggior parte dei videogiochi di tipo "sparatutto" e alcuni videogiochi di altre categorie utilizzano per gli scenari del gioco un linguaggio pseudocompilato per rappresentare le entità del gioco (teletrasporti, giocatori virtuali, oggetti, interruttori, etc). Molti di questi software utilizzano un metalinguaggio di specifica della geometria, come sorgente dello scenario, che verrà poi compilato da un Mapc (Map Compiler), diverso per ogni gioco. Esistono molti linguaggio di questo tipo, tuttavia il più diffuso, grazie alla prima comparsa in Quake III Arena, è il Mapcode, la cui geometria viene generata da un tool di editing 3D, detto Radiant Editor (nome derivato dai "Radiant", che sono i vertici dei poligoni della geometria di un videogioco), che svolge anche il ruolo di gestione delle texture, gestione degli attributi dello scenario e di gestione delle entità.